# Norrbottens regemente
Norrbottens regemente (I 19) är ett pansarförband inom svenska armén som verkat i olika former åren 1841–1994 och återigen från 2000. Förbandsledningen är förlagd i Bodens garnison i Boden.

## Historia

### Bildandet
Norrbottens regemente bildades 1841 genom att Västerbottens fältjägarregemente i två delar. Men redan 31 år tidigare hade den nordligaste delen av Västerbottens län brutits loss och bildade 1810 Norrbottens län. Regementet ser dock sitt ursprung från 1624, då Norrlands storregemente delades upp i tre mindre enheter, Västerbottens regemente, Hälsinge regemente, samt ett tredje som överfördes till marinen. Västerbottens regemente blev det nordligaste regementet och där Västerbottens län innefattade på den tiden hela Bottniska vikens kustområden inklusive delar av nuvarande Finland.
Den rangordning som hade fastställts i 1634 års regeringsform började halta och skapa luckor efter freden i Fredrikshamn den 17 september 1809, då Finland tillföll Ryssland och de svenska regementen i Finland upplöstes. Därmed fanns det ett behov med att skapa ett nytt system. Under kronprins Karl Johans tid infördes 1816 ett nytt numreringssystem, där de svenska regementena genom en generalorder den 26 mars 1816 tillfördes ett officiellt ordningsnummer, till exempel № 19 Västerbottens regemente. Till grund för numreringen låg inte bara ett regementes status, utan också de svenska landskapens inbördes ordning, samt att Svealand, Götaland och Norrland skulle varvas. De lägsta ordningsnumren tilldelades "liv- och hustrupperna". Dessa nummer hade dock ingenting med rangordningen att göra, vilket bland annat framgår av gamla förteckningar där infanteri- och kavalleriförband är blandade just med hänsyn till rang och värdighet. År 1829 ändrades regementets namn till Västerbottens fältjägarregemente.
Vid delningen av Närke-Värmlands regemente 1812 och av Västerbottens fältjägarregemente 1841 föll det sig naturligt att de därvid nybildade förbanden, Närkes regemente och Norrbottens fältjägarkår, rang- och nummerplacerades i omedelbar anslutning till sina ursprungsregementen. Men de två kårer som uppstod vid delningen av Västerbottens fältjägarregemente, Norrbottens fältjägarkår och Västerbottens fältjägarkår, fick samma nummer, men särskildes genom romerska respektive arabiska siffror: № 19 för Norrbottens fältjägarkår och № XIX för Västerbottens fältjägarkår. Med 1892 års härordning blev 1893 ett nummer i den högre serien ledigt, då № 21 Närkes regemente sammanslogs med № 3 Livregementets grenadjärkår. Därmed övertog № 20 Kalmar regemente numreringen från Närkes regemente och Västerbottens regemente övertog numreringen från Kalmar regemente. På den vägen fick Västerbottens regemente № 20 och kunde därmed behålla sin plats i omedelbar anslutning till № 19 Norrbottens regemente.
År 1810 delades Västerbottens län i två delar, där den nordligaste delen kom att bilda Norrbottens län. År 1841, det vill säga 31 år senare, delades Västerbottens fältjägarregemente i två enheter, där Norrbottens fältjägarkår blev egen enhet som senare benämndes Norrbottens regemente. Livbataljonen vid Västerbottens fältjägarregemente kom att bilda Norrbottens fältjägarkår. Norrbottens fältjägarkår var roterad inom Norrbottens län, där de nya rotarna var anslagna till de gamlas understöd, med en styrka av 483 nummer. Dess verkliga manskapsstyrka uppgick dock, med volontärer, till 345 man, enär utom vanliga ständiga vakanser 99 nummer hölls vakanta för Norrbottens hästjägarskvadrons fond. Den 31 december 1892 utökades kåren till att omfatta regementsstorlek, och antog därmed namnet  Norrbottens regemente. Varvid dess styrka genom tillägg av (värvade) volontärer ökades till 700 man (317 indelta, 383 värvade) och det fick sin egen volontärskola vid Notviken (nära Luleå). Genom försvarsreformen 1901 likställdes regementet med övriga regementen.

### Regementets ordningsnummer
I samband med 1914 års härordning, justerades 1914 samtliga ordningsnummer inom armén. För Norrbottens regemente innebar det att regementet blev tilldelad beteckningen I 19. Justeringen av beteckningen gjordes för att särskilja regementen och kårer mellan truppslagen, men även från deras eventuella reserv- och dubbleringsregemente, där huvudregementet till exempel hade beteckningen I 11 och reservregementet enligt 1914 års härordning hade beteckningen I 111. När fältregementena på dubblerades i början av andra världskriget, erhöll dubbleringsregementet det ordinarie regementets nummer plus 30. Det vill säga fältregementena numrerades som till exempel Kronobergs regementets fältregementen, I 11 och I 41, samt det fredstida regementet som I 11 depå, för att särskilja det från krigsförbanden. Norrbottens regemente kom dock endast att organisera ett fältregemente.

### 1925 års försvarsbeslut
Regementet klarade sig från avvecklingen genom försvarsbeslutet 1925. Men regementet reducerades med en infanteribataljon. Regementet kom därför från den 1 januari 1928 bestå av två infanteribataljoner och en skidlöparbataljon. Skidlöparbataljonen kom den 7 februari 1943 att bilda Norrbottens regementes jägarbataljon i Kiruna. Denna avskildes från regementet den 1 juli 1945 och bildade Arméns jägarskola.

### 1949 års försvarsutredning
År 1951 föreslog regeringen för riksdagen en begränsning av arméns fredsorganisation, vilken bland annat innebar att Arméns jägarskola skulle omlokaliseras. Bakom förslaget låg 1949 års försvarsutredning, vilken föreslog att jägarskolan skulle omlokaliseras till Bodens garnison, för att där bli en del av Norrbottens regemente. Chefen för armén bistod förslaget och menade samtidigt att utbildningsförhållandena var bättre i Boden jämfört med Kiruna. Det på grund arméchefen ansåg det önskvärt att bedriva jägarutbildningen i östra Norrbotten, då Kiruna saknade den typiska norrländska skogsterrängen. Vidare menade arméchefen att jägarskolans förläggning byggde på det strategiska läget under andra världskriget, då det fanns ett krav och behov av utbildning i fjällterräng. Arméchefen menade även att Kirunaetablissementet inte motsvarade den önskade ökade värnpliktskontingenten för utbildning av fri jägarverksamhet. Arméchefen föreslog att jägarskolan skulle förläggas i det etablissement som blev ledigt i Boden, i samband med att Norrbottens artillerikår (A 5) sammanslogs med Bodens artilleriregemente (A 8). Vidare föreslogs jägarskolan att anta namnet Norrbottens regementes jägarbataljon. Någon tidpunkt för en omlokalisering föreslogs inte i propositionen, utan istället skulle en tidpunkt för en omlokalisering bestämmas vid ett senare tillfälle, det när det fanns förutsättningar för en omlokalisering. Något vidare definitivt förslag gällande en omlokalisering av jägarskolan kom aldrig utan skolan kom 1975 istället att omorganiseras till Lapplands jägarregemente.

### 1974 års regeringsform
I samband med att 1974 års regeringsform trädde i kraft den 1 januari 1975, ändrades namnet från Kungliga Norrbottens regemente till enbart Norrbottens regemente. Samtidigt fråntogs Konungen den formella rollen som högste befälhavare för krigsmakten, vilket även kom att gälla rollen som förbandschef över gardesförbanden.

### OLLI-reformen
I samband med OLLI-reformen, vilken genomfördes inom försvaret åren 1973–1975, bildades A-förband samt B-förband. A-förbanden var regementen som tillfördes ansvaret för ett försvarsområde, och vilka betecknades som försvarsområdesregemente. Försvarsområdesregementena tillfördes samtidigt mobiliserings- och materialansvaret inom försvarsområdet. Detta medförde att de övriga arméförbanden inom ett försvarsområde kom att bli ett B-förband (utbildningsregemente). I Skåne, på Västkusten och i Norrbotten gjordes vissa avsteg från den principiella organisation, det vill säga att ett försvarsområdesregemente tilldelades det samlade mobiliseringsansvaret inom försvarsområdet. I Norrbotten gjordes avsteget inom Bodens försvarsområde (Fo 63), förutom försvarsområdesförbandet Bodens artilleriregemente (A 8/Fo 63) gavs även Norrbottens regemente (I 19) mobiliseringsansvar. Norrbottens regemente blev ett utbildningsförband, men av operativa skäl tilldelades mobiliseringsansvar. Vidare tilldelades regementet det verkställande förvaltningsansvaret för Norrlands signalbataljon (S 3), samt att Norrbottens pansarbataljon uppgick i regementet som en utbildningsbataljon. Den 1 juli 1975 trädde regementet in i den nya organisationen som ett utbildningsregemente. Med den nya organisation antog regementet namnet Norrbottens regemente med Norrbottens pansarbataljon (I 19/P 5).

### 1988 års försvarsutredning
Genom försvarsutredning 88 stod det klart att fyra brigadproducerande regementen skulle avvecklas. Bakgrunden var att de ekonomiska problem som uppkommit inom försvaret under 1970-talet och 1980-talet, kvarstod och rätades ej ut i samband med försvarsbeslutet 1987. Därav begärde Regeringen Carlsson I en ny utredning från överbefälhavaren Bengt Gustafsson, Försvarsutredning 88 (FU 88), om arméns utveckling. Utredning ledde till att Riksdagen i december 1989 beslutade om att armén från den 1 juli 1992 skulle bestå av 18 brigader, en minskning med 11 brigader. I valet av vilka brigadproducerande regementen som skulle avvecklas ställdes hela tio regementen mot varandra. I regeringens samlade bedömning skulle fem Norrlandsbrigader (eller motsvarande) behållas på grund av operativa skäl. Därmed undantogs Jämtlands fältjägarregemente (I 5/Fo 22), Dalregementet (I 13/Fo 53), Norrbottens regemente med Norrbottens pansarbataljon (I 19/P 5), Västerbottens regemente (I 20/Fo 61) och Västernorrlands regemente (I 21/Fo 23) ur den utredning gällande vilka brigadproducerande regementen som skulle avvecklas. Utredningen medförde dock att Luleå luftvärnsregemente (Lv 7) skulle samlokaliseras med Norrbottens regemente med Norrbottens pansarbataljon i Boden.

### Regementet läggs ner...
Inför försvarsbeslutet 1992 föreslog regeringen rationaliseringar av utbildningen av infanteribrigaderna, genom bland annat att samlokalisera förband inom samma stad eller län. Genom samma försvarsbeslut föreslog regeringen att grundorganisationen skulle spegla krigsorganisationen, och därför skulle grundorganisationen i största möjliga utsträckning krigsorganiseras och kaderbemannas. Med denna förändring kom Norrbottensbrigaden att avskiljas från regementet för att den 1 juli 1994 bilda ett självständigt kaderorganiserat krigsförband inom Norra militärområdet (Milo N).
Då majoriteten av de brigadproducerande regementena hade en försvarsområdesstab knuten till sig, kvarstod de regementena med en organisation bestående bland annat med försvarsområdesstaben, garnisonssamordning, skjutfält samt depåverksamhet. Medan ansvaret av krigsförband tillfördes brigaderna. Norrbottens regemente med Norrbottens pansarbataljon hade inte denna organisation, då försvarsområdesstaben var knuten till Bodens artilleriregemente. Därmed kom regementet uppgå i brigaden den 1 juli 1994 och brigaden antog namnet Norrbottens regemente och Norrbottensbrigaden (MekB 19).

### ... och återetableras
Inför försvarsbeslutet 2000 föreslog regeringen för riksdagen en kraftig reducering av arméförband. Vilket bland annat innebar att av de tretton brigadförband inom armén, skulle endast sex arméförband kvarstå för utbildning av armébrigadledningar och mekaniserade bataljoner. Vidare ansågs att de skulle vara relativt jämnt geografiskt fördelade över landet. Medan brigadförbanden ställdes mot varandra för att väga för- och nackdelar om vilka skulle kvarstå inom grundorganisationen, så stod det klart att Norrbottens regemente och Norrbottensbrigaden skulle kvarstå, då regeringen ansåg att brigaden hade en god mekaniserad kapacitet för utbildning av hel bataljon, goda förhållanden gällande övnings- och skjutfält samt tillgång till militärområdesverkstad. Även långsiktigt ansågs brigaden en god infrastruktur som lämpade sig för utbildning av i stort sett samtliga typer av mekaniserade förband.
Även om Norrbottens regemente och Norrbottensbrigaden skulle kvarstå, medförde försvarsbeslutet en kraftig omstrukturering av Försvarsmakten. Vilket medförde att drygt 70% av de norrländska kaderorganiserade förbanden inom Norra militärområdet (Milo N) avvecklades den 30 juni 2000. Dock ville regeringen bibehålla och utveckla vinterkompetensen inom de olika truppslagen, och att det därför även i fortsättningen skulle finnas en viss utbildningskapacitet inom artilleriet, ingenjörtrupperna, luftvärnet samt signaltrupperna. I praktiken kom därför endast förbandsstaberna vid Norrlands artilleriregemente (A 8), Norrlands ingenjörkår (Ing 3), Norrlands luftvärnskår (Lv 7) och Norrlands signalkår (S 3) att avvecklas. Medan respektive grundutbildningsbataljon inordnades från den 1 juli 2000 i Norrbottens regemente och Norrbottensbrigaden. Med den nya organisationen som ett utbildningsregemente antog Norrbottens regemente och Norrbottensbrigaden (MekB 19) namnet Norrbottens regemente (I 19).
Inför försvarsbeslutet 2004 föreslog regering för riksdagen om att avveckla av Jämtlands fältjägarregemente (I 5), Södermanlands regemente (P 10) och Gotlands regemente (P 18). I den utredning som hade gjorts om vilka regementet skulle avvecklas hade även Södra skånska regementet (P 7) inkluderats. Tre regementen ansåg regeringen i ett första steg var av stor vikt kvarstod i grundorganisationen, Livgardet (LG), Skaraborgs regemente (P 4) och Norrbottens regemente (I 19). Regeringen motiverade det med att det ansågs nödvändigt att mekaniserad utbildning och jägarutbildning genomförs i dimensionerande klimat- och terrängförhållanden. Vidare framhölls utbildningskapaciteten vid Norrbottens regemente med delfunktioner såsom artilleri, luftvärn, ingenjör och signal/ledning. Men även de goda övnings- och skjutfälten samt tillgång till nödvändiga verkstadsresurser. I den samlade bilden ansågs regementet ha en god infrastruktur som lämpade sig för utbildning av mekaniserade förband inom insatsorganisationen.
Vidare föreslog regeringen att de delfunktioner som regeringen framlyfts i sin motivering hos Norrbottens regemente skulle avvecklas eller överföras till annat förband. Kvar skulle en pansarbataljon, en jägarbataljon samt ett ingenjörkompani kvarstå vid regementet i Boden. Då jägarbataljonen skulle hämtas från Arvidsjaur, genom att avveckla Norrlands dragonregemente (K 4). I riksdagen påpekade Vänsterpartiet att Arvidsjaur som ort var extremt försvarsmaktsberoende, då cirka 8% av ortens sysselsatta var anställda inom Försvarsmakten. Vidare pekade Vänsterpartiet på den i propositionen redovisade hyresbesparing, omfattande 22 miljoner kronor, skulle få bäras av Fortifikationsverket. Detta då man ansåg att anläggningen i Arvidsjaur inte har någon alternativ användning. I december 2004 nåddes en uppgörelse mellan Vänsterpartiet och regeringen, där regeringen lovade ersättningsjobb till Arvidsjaur. Bland annat i form av att jägarbataljonen, som i den nya organisationen förerslogs tillhöra  Norrbottens regemente och förlagd i Boden, skulle förläggas till Arvidsjaur, vidare skulle både civil som militär testverksamhet förläggas till Arvidsjaur.
Den 1 januari 2005 gick regementet in i sin nya organisation, då utbildningsbataljonen vid Norrlands dragonregemente uppgick i regementet, och tilldelades namnet Arméns jägarbataljon. Den 31 augusti 2005 upplöstes signalbataljonen, luftvärnsbataljonen. Ingenjörbataljonen reducerades till ett kompani benämnt Norrlands ingenjörkompani, vilken inordnades i pansarbataljonen. Den 1 januari 2006 överfördes artilleribataljonen till Artilleriregementet (A 9). Vid samma tidpunkt tillkom fem utbildningsgrupper, detta i samband med att Norra militärdistriktet (MD N) upplöstes och avvecklades den 31 december 2005.
I samband med att värnplikten blev vilande, muckade regementets sista värnpliktiga soldaterna torsdagen den 17 juni 2010.
Den 16 november 2010 meddelade Försvarsmakten att ingenjörkompaniet i Boden skulle upplösas den 31 december 2011. Istället skulle ett nytt ingenjörkompani bildas den 1 januari 2012 vid Göta ingenjörregemente (Ing 2) i Eksjö, ditt all utbildning av ingenjörtrupperna koncentrerades till. Försvarsmakten ansåg att det skulle bli lättare att upprätthålla en hög och bred kompetens om verksamheten koncentrerades till en och samma ort. I grunden var dock beslutet på grund av ekonomiska skäl. Ingenjörkompaniet vid Norrbottens regemente avvecklades officiellt den 21 juni 2011 avvecklades kompaniet, och den 31 december 2011 upplöstes det officiellt. Med det avvecklades och avslutades en 109-årig epok med Ingenjörtrupper i Boden.
I samband med att Försvarsmakten återupptog den nationella planeringen av det svenska försvaret, kom regementet att påbörja år 2011 uppsättning och utbildning av 3. brigadstaben, 191. mekaniserade bataljonen, 192. mekaniserade bataljonen och 193. jägarbataljonen samt 3. stridsvagnskompaniet. Vidare fick regementet i uppdrag att från den 1 januari 2013 sätta upp Militärregion Nord (MR N).
Den 24 juni 2010 blev Försvarsmaktens tekniska skola det sista förbandet som genomförde sin utryckningsceremoni, genom att 59 värnpliktiga soldaterna ur 1. tekniska bataljonen muckade, inför att värnplikten blev vilande i Sverige. Den 12 juni 2018 blev Arméns jägarbataljon först att ta emot sina 140 kvinnor och män, som påbörjade en elva månader lång grundutbildning. Arméns jägarbataljon blev därmed först ut att ta emot värnpliktiga efter att värnpliktsutbildningen återaktiverats. Totalt var det 3800 män och kvinnor som under 2018 som ryckte in på förbanden runt om i landet i och med att värnpliktsutbildningen återaktiverade efter att varit vilande sedan 2010.
Den 1 januari 2013 bildades fyra militärregioner, där Norra militärregionen underställdes chefen för Norrbottens regemente, men löd under chefen insatsledningen i Högkvarteret avseende markterritoriell ledning i fred, kris och krig. Cheferna för utbildningsgrupperna var dock fortfarande underställd chefen Norrbottens regemente gällande produktionsledning av hemvärnsförbanden samt insatsledning inom utbildningsgruppernas geografiska område. Den 1 oktober 2018 delades delades dock ledningen av Norrbottens regemente och Norra militärregionen, det genom att en separat chefsbefattning för Norra militärregionen tillsattes. Vidare underställdes staben Norra militärregionen i ledningsfrågor direkt chefen insatsledningen i Högkvarteret. I Försvarsmaktens budgetunderlag till regeringen för 2020 föreslogs att de fyra militärregionala staberna från 1 januari 2020 skulle inrättas som egna organisationsenheter. Cheferna för militärregionstaberna föreslogs i sin tur underställas rikshemvärnschefen avseende produktion av utbildningsgrupper och hemvärnsförband. Detta medförde att utbildningsgrupperna överfördes organisatoriskt från ett utbildningsförband till de fyra militärregionala staberna. I regeringens proposition framhöll dock regeringen att den militära regionala indelningen kunde komma att justeras, det beroende på utfallet av utredningen "Ansvar, ledning och samordning inom civilt försvar" (dir. 2018:79). För Norrbottens regemente innebar denna förändring att utbildningsgrupperna överfördes till Norra militärregionen från och med den 1 januari 2020.

### Fadderförbandet
Genom försvarsbeslutet 2020 där riksdagen antog regeringens förslag om återetablering av ett antal regementen och flygflottiljer, så utsågs Norrbottens regemente till ett fadderförband. Norrbottens regemente kom därmed att stödja återetableringen av Dalregementet, Norrlands dragonregemente samt Västernorrlands regemente.

## Verksamhet
Regementet består idag (2018) av en regementsstab, Arméns jägarbataljon i Arvidsjaur, Pansarbataljonen i Boden och Försvarsmaktens vinterenhet samt stöddelar Vidare ansvarar och stödjer regementet fem utbildningsgrupper i Norrland. Chefen för I 19 är även garnisonschef för Bodens- Arvidsjaurs garnison (inkl I19 verksamhet i Kiruna, Kalix, Boden, Östersund och Härnösand) och Detachementet Norrlands dragoner i Arvidsjaur.
Vid regementet tjänstgör drygt 1.000 gruppbefäl och soldater, 475 yrkesofficerare, 661 reservofficerare och 112 civilanställda. Fram till 2010 gjorde omkring 1200 värnpliktiga årligen sin grundutbildning vid regementet.

### Internationell verksamhet
Sedan den 1 juli 2000 har regementet bidragit till ett flertal utlandsmissioner. År 2001–2002 satte Norrbottens regemente tillsammans med Livregementets husarer upp KS05, vilket blev den femte bataljonen i Svenska Kosovostyrkan. År 2005 satte regementet upp LA03 till svenska insatsen i Liberia. År 2006 sattes FS11 upp av Arméns jägarbataljon till svenska insatsen i Afghanistan, vilken följdes 2007 av FS12, 2009 av FS17, 2014 av FS27, 2015–2016 av FS30. Vidare har regementet bidragit med förbandsdelar till Nordic Battlegroup 08 och Nordic Battlegroup 11. Åren 2017–2018 ansvarade regementet för Mali 06 och Mali 07, vilket utgör det svenska bidraget till den fredsbevarande FN-missionen MINUSMA. Mali 06 kom dock till huvudsak att bemannas av personal från Arméns jägarbataljon.
Regementet har även stått i beredskap genom Insats Armén, en föregångare till Försvarsmaktens operativa reserv, vilken främst är en nationell beredskapsstyrka, men som kan användas som förstärkning vid olika internationella insatsområden.

### Utbildningskompanier
| 1841 1. Livkompaniet 2. Piteå kompani 3. Kalix kompani 4. Råneå kompani | 1907 1. Livkompaniet 2. Piteå kompani 3. Kalix kompani 4. Råneå kompani 5. Torneå kompani 6. Älvsby kompani 7. Gällivare kompani 8. Bodens kompani 9. kompaniet 10. kompaniet 11. kompaniet | 2018 1. Livkompaniet 2. Piteå kompani 3. Kalix kompani 4. Råneå kompani 5. Torneå kompani 6. Älvsby kompani 7. Gällivare kompani 8. Bodens kompani |

## Ingående enheter

### 3.brigadspaningskompaniet
3. brigadspaningskompaniet är ett krigsförband som till huvuddel består av yrkesofficerare, reservofficerare och deltidstjänstgörande soldater. Kompaniet består av kompaniledning, tre brigadspaningsplutoner med Stridsfordon 9040, samt en stab- och trosspluton.

### 191.mekaniserade bataljonen
191. mekaniserade bataljonen är ett krigsförband som består av yrkesofficerare, reservofficerare, heltids- och deltidstjänstgörande soldater, vilka bemannar olika befattningar till en bataljonsstab, ett stab- och understödskompani, två pansarskyttekompanier Stridsfordon 90, två stridsvagnskompanier Stridsvagn 122 samt ett trosskompani. Bataljonen tillhör 2. brigaden, tillsammans med huvuddelen av övriga kontinuerligt tjänstgörande bataljoner inom Armén.

### 192.mekaniserade bataljonen
192. mekaniserade bataljonen är ett krigsförband som till huvuddel består av yrkesofficerare, reservofficerare och deltidstjänstgörande soldater, vilka bemannar olika befattningar inom bataljonen. Bataljonen består av bataljonsstab, två pansarskyttekompani Stridsfordon 90, två stridsvagnskompanier Stridsvagn 122, ett stab- och understödskompani samt ett trosskompani. Bataljonen tillhör 3. brigaden, tillsammans med huvuddelen av övriga tidvis tjänstgörande bataljoner inom Armén.

### Försvarsmaktens vinterenhet
Försvarsmaktens vinterenhet (FMVE) ursprungligen Markstridsskolan Boden (MSS Boden) bildades 1 januari 1999, i samband med att Stridsskola Nord (SSN) vid Umeå garnison avvecklades. Vinterenheten är har en funktionsavdelning i Boden och en utbildningsavdelning i Arvidsjaur. Vinterenheten är funktionsansvarig inom FM för kallt väder och sub-arktisk utbildning.

### Norrbottens pansarbataljon
Norrbottens pansarbataljon (Pbat/I 19), ursprungligen Norrbottens pansarbataljon (P 5), bildades den 1 april 1957 som en från I19 fristående pansarbataljon. Bataljonen uppgick den 1 juli 1975 i Norrbottens regementet, som antog namnet Norrbottens regemente med Norrbottens pansarbataljon (I 19/P 5). Den 1 juli 2000 blev bataljonen en av fem grundutbildningsbataljoner vid Norrbottens regemente. Den 1 september 2005 uppgick Norrlands ingenjörbataljon som Norrlands ingenjörkompani i bataljonen. Kompaniet upplöstes dock den 21 juni 2011.
Vid pansarbataljonen utbildas soldater till regementets krigsförband, utom de i jägartjänst. Förbandet är bland annat utrustat med Stridsvagn 122, Stridsfordon 90 samt Bandvagn 309. Förbandet är specialutbildat för mekaniserad strid i Norrlandsterräng, men kan sättas in både nationellt och internationellt. Bataljonen är inget insatsförband utan en fredsrationell produktionsorganisation vilken vidmakthåller och utvecklar de krigsförband den ansvarar för.

### Norrbottensbrigaden
Norrbottens regemente och Norrbottensbrigaden (MekB 19), ursprungligen Norrbottensbrigaden (IB 19), bildades 1949 genom att fältregementet Norrbottens regemente (IR 19) omorganiserades till brigad. År 1964 omorganiserades brigaden till Norrlandsbrigad, och fick beteckningen NB 19. Den 1 juli 1994 avskildes Norrbottensbrigaden (NB 19) från regementet, och blev ett kaderorganiserat krigsförband inom Norra militärområdet (Milo N). I samband med omorganisationen kom brigaden att omorganiseras till en mekaniserad brigad, samt gjorde en betecknings- och namnändring till Norrbottens regemente och Norrbottensbrigaden (MekB 19). Brigaden blev tillsammans med Skaraborgsbrigaden (PB 9) de första att beväpnas med Stridsvagn 122, när denna tillfördes Försvarsmakten i mitten av 1990-talet. I samband med försvarsbeslutet 2000 antog brigaden den 1 juli 2000 namnet Norrbottens regemente (I 19).

## Tidigare ingående enheter

### Arméns jägarbataljon
Arméns jägarbataljon eller 193. jägarbataljonen bildades den 1 januari 2005 i samband med att Norrlands dragonregemente (K 4) upphörde som självständigt förband. Bataljonen ingick åren 2005–2021 i regementet och hade sin förläggning i Arvidsjaur. AJB var funktionsansvariga inom Armén för jägartjänsten. Den 23 september 2021 upplöstes bataljonen och personalen överfördes och övergick till det återetablerade Norrlands dragonregemente.

### Norra militärregionen
Norra militärregionen (MR N) är en är militärregion som bildades den 1 januari 2013 och var fram till 31 december 2019 underställd chefen för Norrbottens regemente. Militärregionen omfattas av bland annat en militärregionstab för regional planering, förberedelser med Totalförsvaret och svarar för ledning vid nationell krishantering och krig. Militärregionen omfattar Norrbottens, Västerbottens, Jämtlands och Västernorrlands län. Från det att militärregionen bildades 2013 var chefen för Norrbottens regemente (I 19) även chef för Militärregion Nord (MR N). Den 1 oktober 2018 delades dock ledningen av Norrbottens regemente och Militärregion Nord, det genom att en separat chefsbefattning för Militärregion Nord tillsattes. Inriktningen inom Försvarsmakten var att från den 1 januari 2020 skulle samtliga militärregioner bli självständiga förband, inom Försvarsmakten benämnd som organisationsenhet (OrgE). Därvid kom de samtidigt att överta ledningen även i fredstid av utbildningsgrupperna med dess hemvärnsbataljoner. Respektive militärregion kom därmed att tilldelas ett så kallat produktionsledningsansvar.

### Tredje brigaden
Tredje brigaden ursprungligen Tredje brigadstaben bildades under 2012, och är förläggningsunderställda chefen Norrbottens regemente. Staben ingår inte i något brigadsystem, som Försvarsmakten har haft tidigare, utan blir tilldelades förband (bataljoner och fristående kompanier/förmågor) vid insats. from 2019/-20 är tanken att återigen och efterhand ha fast indelning i brigaderna.

### Utbildningsgrupper

#### Fältjägargruppen
Fältjägargruppen (FJG) ursprungligen Jämtlandsgruppen , bildades den 1 juli 2000 i samband med försvarsbeslutet 2000. Gruppen har sitt arv och sina traditioner från Jämtlands fältjägarregemente (I 5), vilket avvecklades i samband med försvarsbeslutet 2004. Genom samma försvarsbeslut blev gruppen från den 1 januari 2006 en del av Norrbottens regemente. Gruppen utbildar och stödjer hemvärnet samt frivilliga försvarsorganisationer i Jämtlands län. Den 1 januari 2020 överfördes gruppen organisatoriskt till Norra militärregionen.

#### Lapplandsjägargruppen
Lapplandsjägargruppen (LJG), bildades den 1 juli 2000 i samband med försvarsbeslutet 2000. Gruppen har sitt arv och sina traditioner från Lapplands jägarregemente (I 22), vilket avvecklades i samband med försvarsbeslutet 2000. Genom försvarsbeslutet 2004 blev gruppen från den 1 januari 2006 en del av Norrbottens regemente, varvid Norrbottens gränsjägargrupp (MDG 67) uppgick Lapplandsjägargruppen. Gruppen utbildar och stödjer hemvärnet samt frivilliga försvarsorganisationer i norra och östra delen av Norrbottens län. Den 1 januari 2020 överfördes gruppen organisatoriskt till Norra militärregionen.

#### Norrbottensgruppen
Norrbottensgruppen (NGB), bildades den 1 juli 2000 i samband med försvarsbeslutet 2000. Genom försvarsbeslutet 2004 blev gruppen från den 1 januari 2006 en del av Norrbottens regemente. Gruppen utbildar och stödjer hemvärnet samt frivilliga försvarsorganisationer i södra delen av Norrbottens län. Den 1 januari 2020 överfördes gruppen organisatoriskt till Norra militärregionen.

#### Västerbottensgruppen
Västerbottensgruppen (VBG), bildades den 1 juli 2000 i samband med försvarsbeslutet 2000. Gruppen har sitt arv och sina traditioner från Västerbottens regemente (I 20/Fo61), vilket avvecklades i samband med försvarsbeslutet 2000. Genom försvarsbeslutet 2004 blev gruppen från den 1 januari 2006 en del av Norrbottens regemente. Gruppen utbildar och stödjer hemvärnet samt frivilliga försvarsorganisationer i Västerbottens län. Den 1 januari 2020 överfördes gruppen organisatoriskt till Norra militärregionen.

#### Västernorrlandsgruppen
Västernorrlandsgruppen (VNG, bildades den 1 juli 2000 i samband med försvarsbeslutet 2000. Gruppen har sitt arv och sina traditioner från bland annat Västernorrlands regemente (I 21), vilket avvecklades i samband med försvarsbeslutet 2000. Genom försvarsbeslutet 2004 blev gruppen från den 1 januari 2006 en del av Norrbottens regemente. Gruppen utbildar och stödjer hemvärnet samt frivilliga försvarsorganisationer i Västernorrlands län.

### Utbildningsbataljoner

#### Norrlands artilleribataljon
Norrlands artilleribataljon (Artbat/I 19) ursprungligen Norrlands artilleriregemente (A 8), bildades den 1 juli 2000 i samband med försvarsbeslutet 2000. Bataljonen ingick i Norrbottens regemente som en av fem grundutbildningsbataljoner, och utbildade cirka 300 värnpliktiga per år. Den 1 januari 2006 överfördes bataljonen till Artilleriregementet (A 9).

#### Norrlands ingenjörbataljon
Norrlands ingenjörbataljon (Ingbat/I 19) ursprungligen Norrlands ingenjörkår (Ing 3), bildades den 1 juli 2000 i samband med försvarsbeslutet 2000. Bataljonen ingick i Norrbottens regemente som en av fem grundutbildningsbataljoner, och utbildade cirka 300 värnpliktiga per år. Den 1 september 2005 uppgick bataljonen som Norrlands ingenjörkompani i Norrbottens pansarbataljon. Norrlands ingenjörkompani upplöstes och avvecklades den 21 juni 2011.

#### Norrlands luftvärnsbataljon
Norrlands luftvärnsbataljon (Lvbat/I 19) ursprungligen Norrlands luftvärnskår (Lv 7), bildades den 1 juli 2000 i samband med försvarsbeslutet 2000. Bataljonen ingick i Norrbottens regemente som en av fem grundutbildningsbataljoner, och utbildade cirka 200 värnpliktiga per år. Bataljonen upplöstes och avvecklades den 31 augusti 2005.

#### Norrlands signalbataljon
Norrlands signalbataljon (Signbat/I 19) ursprungligen Norrlands signalkår (S 3), bildades den 1 juli 2000 i samband med försvarsbeslutet 2000. Bataljonen ingick i Norrbottens regemente som en av fem grundutbildningsbataljoner, och utbildade cirka 200 värnpliktiga per år. Bataljonen upplöstes och avvecklades den 31 augusti 2005.

#### Skidlöparbataljonen
Skidlöparbataljonen (IV. bataljonen) bildades den 5 oktober 1910 som den 4:e bataljonen vid regementet, och utbildade en infanteribataljon i skidlöpartjänst. Den 15 oktober 1914 förlades skidlöpare utbildningen till Jämtlands fältjägarregemente (I 23), för att återföras till Norrbottens regemente den 8 april 1916. År 1919 fick bataljonen namnet Skidlöparbataljonen. Bataljonen var sedan 1916 förlagd till kasern 5 och 6, vilka namngavs Skidlöparkasernerna. Den 9- 10 april 1940, efter beredskapstjänst i Tornedalen, så beordrades bataljonen att gruppera i trakten av Abisko.  Den 7 februari 1943 förlades bataljonen till Kiruna avseende expeditioner och förråd. Bataljonen blev då även en av tre kårjägarbataljoner i krigsorganisationen. Med sina expeditioner och förråd i Kiruna området gavs utbildningsorganisationen där namnet Norrbottens regementets jägarbataljon i Kiruna (I19 K). Den 1 juli 1945 avskildes bataljonen från regementet och var grundstommen i det som bildade Arméns jägarskola (AJS), vilken den 1 juli 1975 sammanslogs med Kiruna försvarsområde (Fo66)  till Lapplands jägarregemente med Kiruna försvarsområde  (I 22/Fo66).

## Förläggningar och övningsplatser
Regementet hade sina övningsområden på olika platser i Norrbotten men förlades till slut i Boden år 1907.

### Förläggning
Kasernetablissementet uppfördes 1907, och uppfördes efter 1901 års härordnings byggnadsplan efter Fortifikationens typritningar för infanteriet. Men med avsteget att kasernerna endast uppfördes i tre våningar. Norrbottens regemente flyttade in på kasernetablissementet den 7 oktober 1907. År 1918 uppfördes ytterligare två kaserner, kasern 5 och 6, till Skidlöparbataljonen. De två kasernerna blev uppkallade efter bataljonen som skidlöparkasernerna.
Den 1 november 1945 förlades Bodens signalkompani till kasern 1. Den 1 juli 1954 övertog kompaniet kasernetablissementet på Sveavägen och bildade Signalbataljonen i Boden (S 3).
Den 1 april 1957 tillkom Norrbottens pansarbataljon, vilka förlades till kasern 2. Bataljonen kom sommaren 1975 att uppgå i Norrbottens regemente, och kvarstod inom kasernetablissementet. Den 1 maj 1993 tillkom Luleå luftvärnsregemente (Lv 7), vilket omlokaliserades från Luleå, och antog namnet Norrlands luftvärnskår. I samband med att artilleri, pansar, ingenjör, luftvärn och signalförbanden inordnades som utbildningsbataljoner inom Norrbottens regemente. Kom samtliga bataljonsstaber förläggas till Norrbottensvägen 3. År 2005 reducerades Ingenjörbataljonen till ett kompani, till en början var kompaniet förlagt till Hermelinsgatan 45. Hösten 2006 flyttade kompaniet till Norrbottensvägen 3 och förlades till den södra Skidlöparkasernen.
Den 9 januari 2023 eldhärjades kanslihuset, det genom en brand som startade på våning tre och har spred sig uppåt genom taket. Branden uppstod i samband med en renovering av kanslihuset och huvuddelen av inventarierna var vid tillfället magasinerade. Den 6 februari 2024 meddelade Fortifikationsverket att det brandskadade kanslihuset kommer rivas, det då man anser att det inte kan restaureras på ett tillfredsställande sätt. Istället kommer ett nytt kanslihus att uppföras på samma plats och ersätta det 117-åriga kanslihuset, vilket kommer påminna interiört och exteriört om det ursprungliga huset. I oktober 2024 beviljades Fortifikationsverket ett startbesked för återuppbyggnad av kanslihuset. Återuppbyggnaden av kanslihuset kommer påbörjas första kvartalet 2025 för att stå färdigt tredje kvartalet 2026. Det nya kanslihuset kommer vara likt den ursprungliga byggnaden. Bland annat räddades historiska detaljerna under branden och som kommer införlivas i den nya byggnaden, så som vapenskölden ovanför entrén och smidesdetaljer.

### Detachement
Åren 1943–1945 hade regementet en bataljon detacherad till Kiruna, som I 19 K. Bataljonen organiserades från 1945 som Arméns jägarskola (AJS). Från den 1 januari 2005 ingår Detachementet Norrlands dragoner i regementet, ett detachement i Arvidsjaur. Regementet har även detachement, i form av utbildningsgrupper, i Härnösand, Kiruna, Umeå och Östersund.

### Övningsplatser
Västerbottens regemente övades under 1700-talet på Näsby hed utanför Kalix, Gumboda hed 6 mil nordost om Umeå och vid Öjebyn. Från 1833 blev Pitholms hed övningsplats och från 1883 blev Notviken vid Luleå mötes- och lägerplats. Sedan 2006 förvaltar regementet samtliga övnings- och skjutfält i Jämtlands, Norrbottens, Västerbottens och Västernorrlands län.

## Heraldik och traditioner
Norrbottens regemente valspråk är "De hafva aldrig wikit eller för sin egen dehl tappadt", vilket ska varit sagt efter slaget vid Villmanstrand. Det då Västerbottens regemente deltog med en bataljon som stod kvar i striden, när övriga förband vek undan och när Carl Henrik Wrangel blivit sårad ledde en utbrytning mot Villmanstrand då man blivit kringrända. Norrbottens regemente som bildades ur Västerbottens regemente år 1841 antog detta valspråk. Enligt sägnen ska regementet ha stått kvar då det fortfarande hade några officerare som slagits på Karl XII tid.
Regementet antog runt 1890 "Norrbottens fältjägare" (Sundgrén) som förbandsmarsch. År 1916 antogs "Finska rytteriets marsch" som förbandsmarsch, vilken användes åren 1916–1927 tillsammans med Karlskrona grenadjärregemente. Karlskrona grenadjärregemente använde marschen som ett arv från Smålands husarregemente (K 4).
I samband med att Lapplandsbrigaden (NB 20) upplöstes och avvecklades den 31 december 1997, kom Norrbottens regemente att överta dess traditioner och fana. Vilket inte ska blandas ihop med fana och tradition från Västerbottens regemente, vilka överfördes den 1 juli 2000 till Västerbottensgruppen. Förutom traditionsarvet från Lapplandsbrigaden, har regementet även i första hand traditionsarv från Norrbottens regemente med Norrbottens pansarbataljon (I 19/P 5), Norrbottens regemente och Norrbottensbrigaden (MekB 19), Norrbottens pansarbataljon (P 5) och Norrlands dragonregemente (K 4).
Namn och benämning på de förband och staber som finns och funnits i Bodens garnison har reglerats efter anknytning till Bodens fästning. Bodens artilleriregemente, Bodens försvarsområde och Bodens ingenjörkår är de tre förband som hade anknytning till fästningen och fick därmed uppkallas efter staden. Övriga förband var ämnade att försvara länet eller landsdelen, det vill säga Norrbottens län respektive Norrland, vilka då uppkallats efter länet eller landsdelen, till exempel Norrbottens pansarbataljon eller Norrlands signalbataljon.

### Förbandsfanor
Norrbottens regemente har burit ett antal fanor genom åren, regementets senaste fana överlämnades av kung Carl XVI Gustaf på Garnisonens dag den 7 september 2019. Där innan hade en traditionsenlig fanspikning genomförts den 23 augusti 2019 på armémuseum i Stockholm, där traditionen säger att regementschefen ska slå i den första spiken. Regementsförvaltaren vid regementet fick äran att slå i den sista och översta spiken, vilken är den spik som belastas hårdast. Fanan ersatte då 2001 års fana, vilken överlämnades den 27 augusti 2001 av kung Carl XVI Gustaf. 2001 års fana ersatte i sin tur 1974 års fana, vilken i sin tur hade överlämnats av kung Gustaf VI Adolf den 31 augusti, i samband med regementets 350-årsjubileum. I samband med att Norrbottens pansarbataljon (P 5) uppgick i regementet, kom dess standar att föras vid sidan om regementsfanan. Standaret förs sedan den 1 juli 2000 åter av Norrbottens pansarbataljon. Fanan i sig beskrivs med "På blå duk landskapet Västerbottens vapenbild; en springande vit ren med röd beväring åtföljd av femton sexuddiga gula stjärnor. I fanans överkant segernamn i vitt. Landskrona 1677, Düna 1701, Kliszow 1702,Fraustadt 1706, Malatitze 1708, Strömstad 1717". Antalet stjärnor på Norrbottens regementes har genom åren varierat, då de inte är reglementerade eller symboliska för någonting. 1901 års fana hade 16 stjärnor, 1947 års fana hade till exempel 13 stjärnor, 2000 års fana 13 stjärnor. På 2019 års fana har den så kallade Vildmannen i rött borttagen, då den är ett tidigare arv från Västerbottens regemente, vilka från 2020 förs vidare av övertagits av Västerbottensgruppen och är en del av Norra militärregionen.
År 2024 uppmärksammades vid regementet 400-årsjubileet av bildandet av Västerbottens regemente 1624, genom den traditionsenliga högtidsmiddag den 3 februari, därefter kom det även att uppmärksammas vid jubileumsmiddagen den 31 augusti och i samband med Garnisonens dag den 5 oktober.

### Minnesstenar
Vid kasernetablissemanget finns en minnessten över Norrbottens regementes 350-årsjubileum, en minnessten över avlidna kamrater vid Norrbottens regemente, samt en minnessten över Norrlands luftvärnskår.

### Utmärkelsetecken
År 1967 instiftades Norrbottens regementes förtjänstmedalj i guld/silver/brons (NorrbregGM/SM/BM) i 8:e storleken.

### Vänförband
- 6. divisionen, Norge.[2]

## Förbandschefer
Regementschefer verksamma vid regementet åren 1841–1993 och från 2000. För förbandschefer åren 1994–2000, se Norrbottens regemente och Norrbottensbrigaden.

- 1841–1849: Adam Gyllengahm
- 1849–1853: Georg Miles Fleetwood
- 1853–1857: Johan Gustaf Hollstén
- 1857–1864: August Fredrik Axelson
- 1864–1874: Wilhelm von Rehausen
- 1874–1881: Nils Brynolf Ström
- 1881–1890: Christer Gustaf Oxehufvud
- 1890–1899: Magnus Alsterlund
- 1899–1904: Axel Otto Fredrik von Arbin
- 1904–1907: Lars Tingsten
- 1907–1908: Constantin Fallenius
- 1908–1911: Carl Greger Leijonhufvud
- 1911–1916: August Falkenberg
- 1916–1921: Gabriel Hedengren
- 1921–1924: Erik Nordenskjöld
- 1924–1927: Erik Grafström
- 1928–1934: Ivar Holmquist
- 1934–1937: Gustaf Adolf Miles Mauritz Hahr
- 1937–1942: Sven Ramström
- 1942–1946: Nils Björk
- 1946–1947: Nils Swedlund
- 1947–1951: Petrus Lande
- 1951–1958: Arne Hallström
- 1958–1961: Karl Gustaf Brandberg
- 1961–1963: Olof Rudqvist
- 1963–1965: Seth Andræ
- 1965–1966: Karl Eric Holm
- 1966–1971: Bele Jansson
- 1971–1973: Ingemar Grunditz
- 1973–1984: Jan Wickbom
- 1984–1986: Sven-Åke Jansson
- 1986–1988: Bo Pellnäs
- 1988–1993: Göran Honkamaa
- 1994–2000: Se Norrbottens regemente och Norrbottensbrigaden
- 2000–2003: Per Lodin
- 2003–2004: Ola Hanson
- 2004–2006: Frank Westman
- 2006–2010: Jan Mörtberg
- 2010–2014: Olof Granander[f]
- 2014–2017: Mikael Frisell[g]
- 2018–2018: Ulf Siverstedt[h]
- 2018–2021: Jonny Lindfors[i]
- 2021–2025: Nils Johansson[j]
- 2025–20xx: Mats Ludvig [k]

## Namn, beteckning och förläggningsort
| Kungl. Norrbottens fältjägarkår                      | 1841-??-?? | – | 1892-12-11 |
| Kungl. Norrbottens regemente                         | 1892-12-12 | – | 1974-12-31 |
| Norrbottens regemente                                | 1975-01-01 | – | 1975-06-30 |
| Norrbottens regemente med Norrbottens pansarbataljon | 1975-07-01 | – | 1994-06-30 |
| Norrbottens regemente                                | 2000-07-01 | – |            |

| № 19     | 1841-??-?? | – | 1914-09-30 |
| I 19     | 1914-10-01 | – | 1975-06-30 |
| I 19/P 5 | 1975-07-01 | – | 1994-06-30 |
| I 19     | 2000-07-01 | – |            |

| Pitholms hed (F)                       | 1841-??-?? | – | 1907-09-30 |
| Näsby hed (F)                          | 1841-??-?? | – | 1907-09-30 |
| Notvikens lägerplats (F)               | 1883-05-02 | – | 1907-09-30 |
| Bodens garnison (F)                    | 1907-10-01 | – |            |
| Arvidsjaur (D)                         | 2005-01-01 | – |            |
| Kiruna (D)                             | 1943-02-07 | – | 1945-06-30 |
| Kiruna (D)                             | 2006-01-01 | – | 2019-12-31 |
| Östersunds garnison (D)                | 2006-01-01 | – | 2019-12-31 |
| Umeå garnison (D)                      | 2006-01-01 | – | 2019-12-31 |
| Härnösands garnison (D)                | 2006-01-01 | – | 2019-12-31 |
| Kusträsk skjutfält (Ö)                 | ????-??-?? | – |            |
| Bodens södra skjutfält (Ö)             | 1894-??-?? | – |            |
| Dagsådalens skjutfält (Ö)              | 2006-01-01 | – |            |
| Härnöns skjutfält (Ö)                  | 2000-07-01 | – |            |
| Skärsvikens skjutfält (Ö)              | 2000-07-01 | – |            |
| Kalixfors skjutfält (Ö)                | 2000-07-01 | – |            |
| Lombens skjutfält (Ö)                  | 2000-07-01 | – |            |
| Orrträsks skjutfält (Ö)                | 2000-07-01 | – |            |
| Kilens övningsfält (Ö)                 | 2019-??-?? | – |            |
| Arvidsjaurs övnings och- skjutfält (Ö) | 2005-01-01 | – |            |

## Galleri

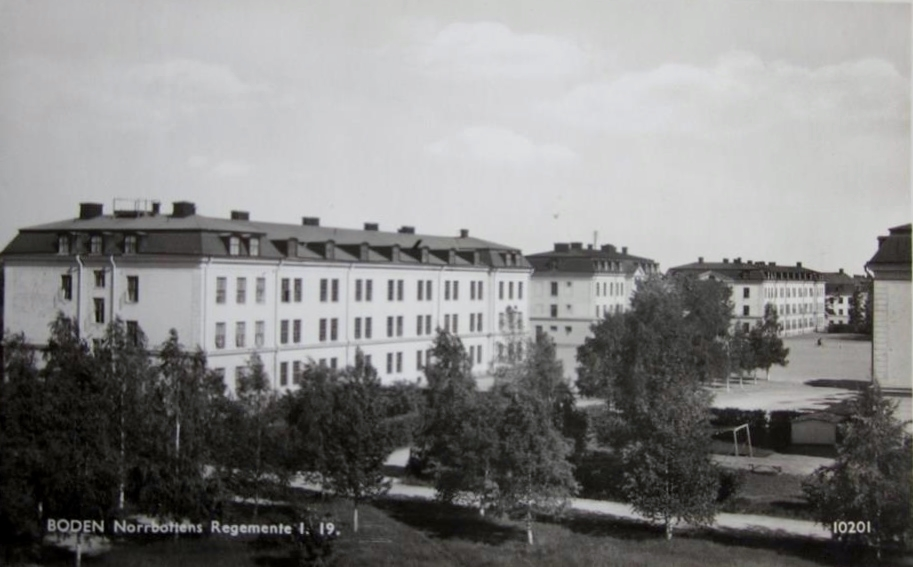
Norrbottens regementes kaserner med kanslihus år 1940
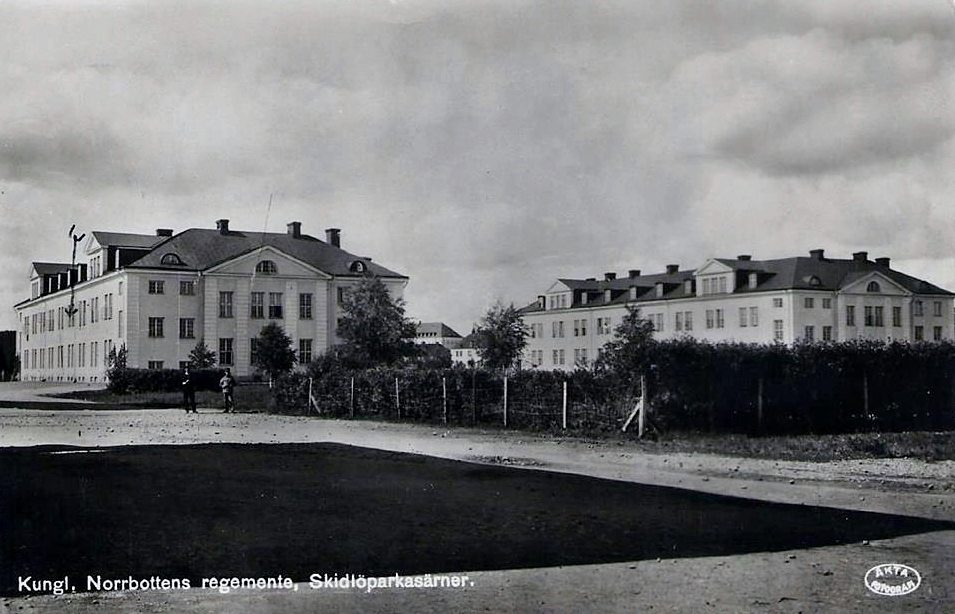
Skidlöparkasernerna vid Norrbottens regemente år 1930
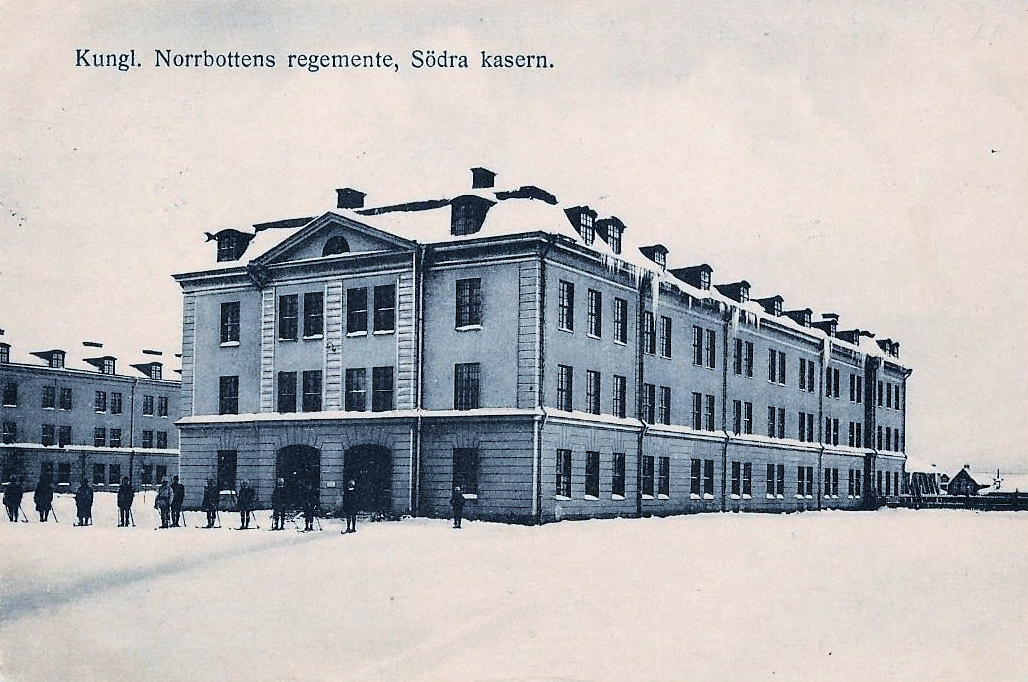
Södra kasernen vid Norrbottens regemente
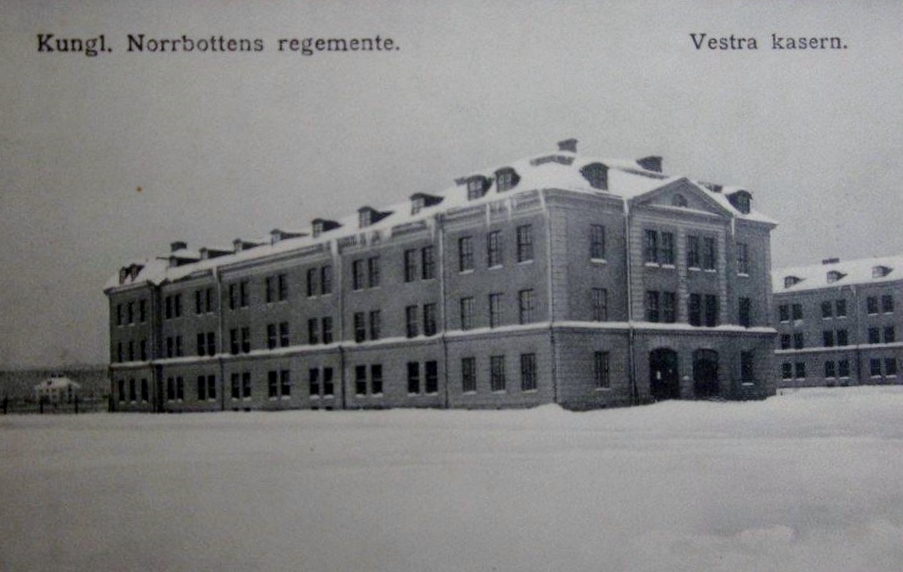
Västra kasernen vid Norrbottens regemente
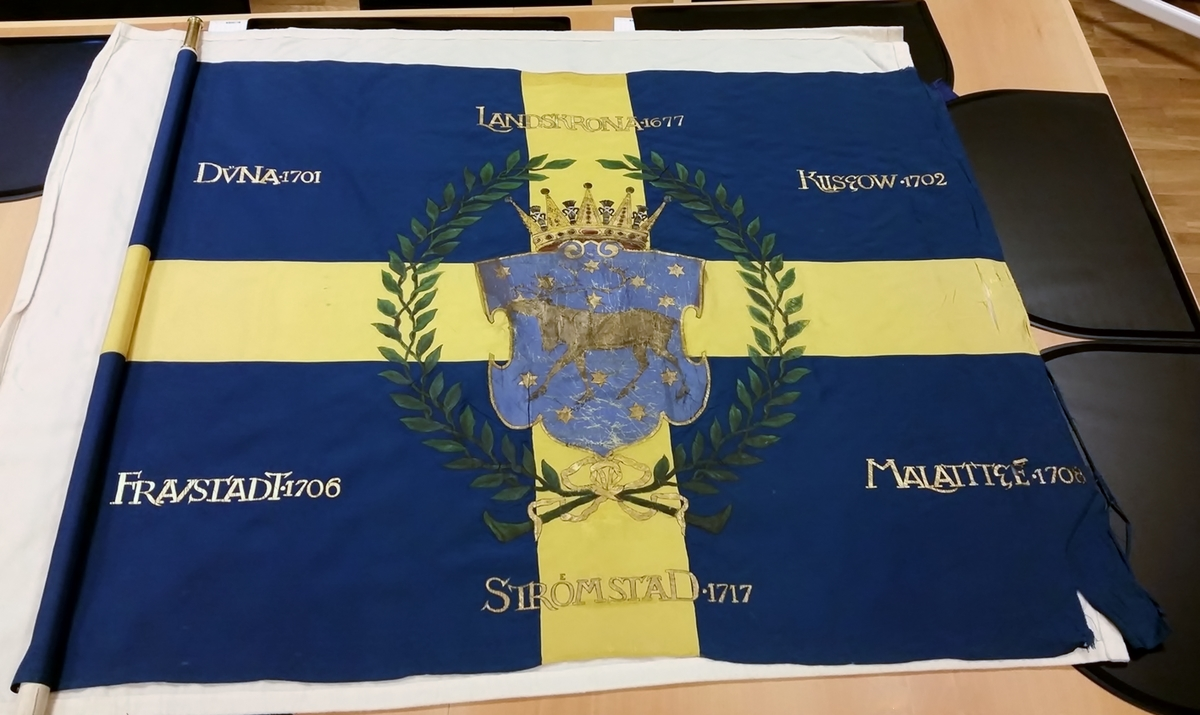
Fana m/1901 för II. bataljonen
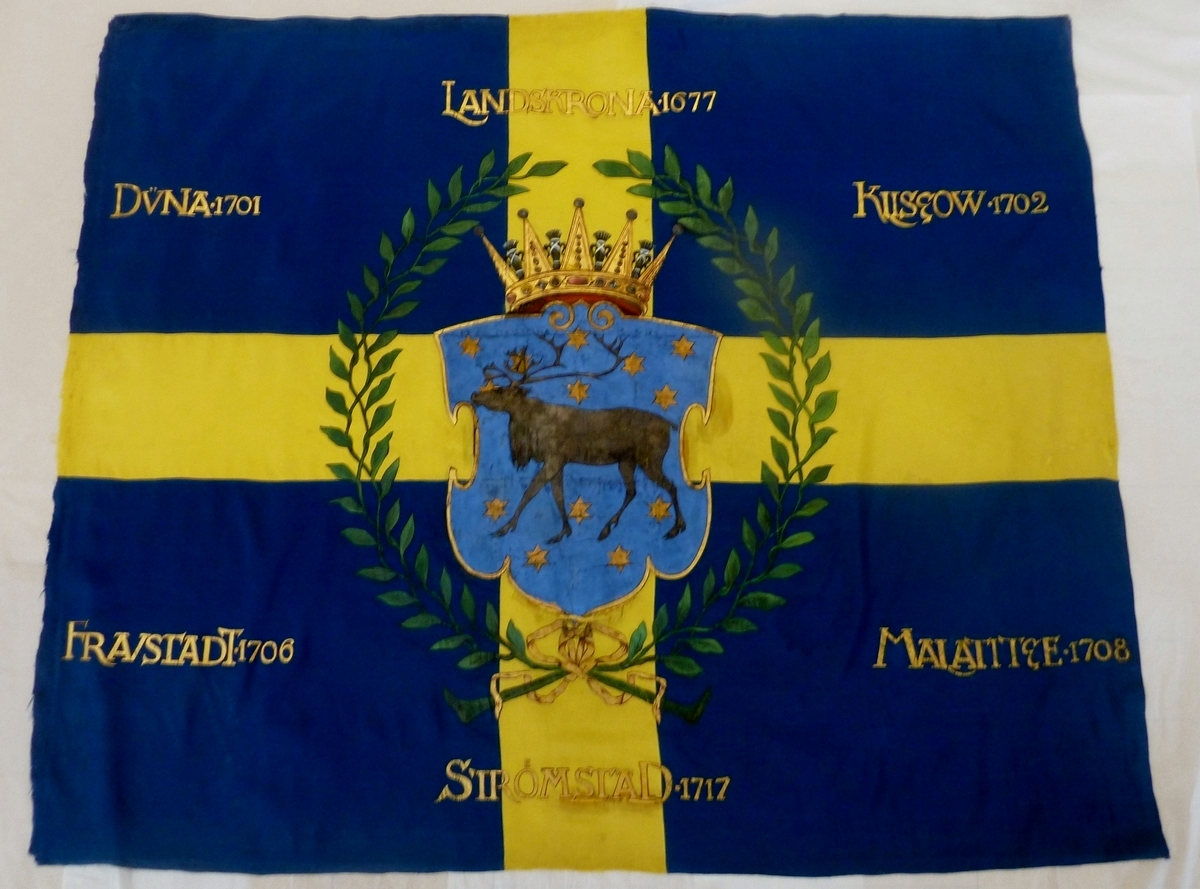
Fana m/1901 för III. bataljonen
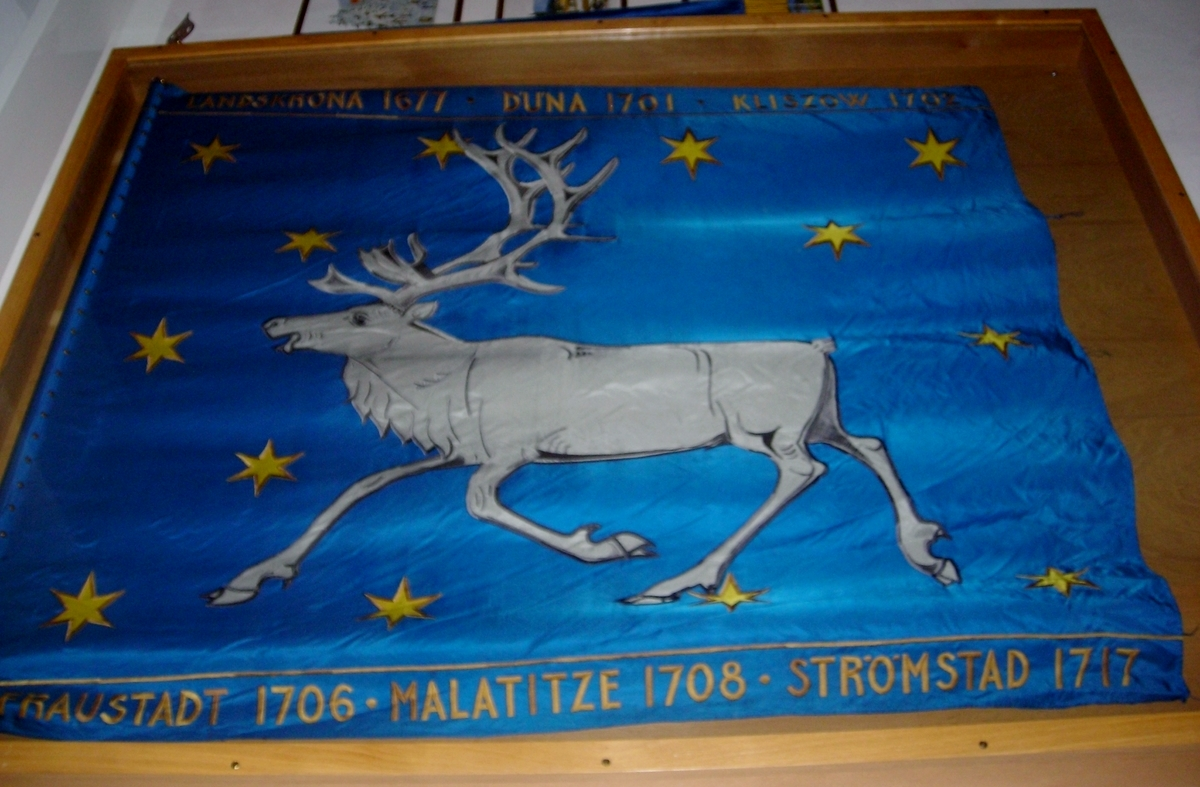
Kopia av fana m/1947 för Norrbottens regemente
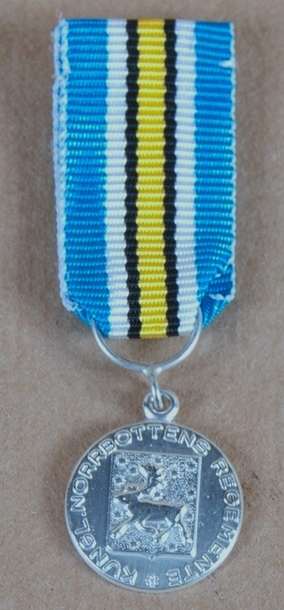
Förtjänstmedalj i silver (NorrbregSM).